# إصبع عازف القيثار
أصابع عازف القيثار هي حالةٌ جلدية تحدثُ بسبب العزف المتكرر على القيثار.